# HD 222109
HD 222109，又名BD+43 4508，SAO 53202、HR 8962，是一颗恒星，视星等为5.8，位于銀經109.28，銀緯-16.47，其B1900.0坐标为赤經23h 32m 38.6s，赤緯+43° -16.47′ 33″。